# وزارة المالية (غيانا)
وزارة المالية في غيانا، هي وزارة حكوميَّة، والمسؤولة عن تعزيز التنمية الاقتصادية من خلال إدارة وصيانة المالية العامة وتوفير إطار إيجابي للمبادرات العامة والخاصة. وتقع الوزارة في العاصمة جورج تاون.
وزير المالي الحالي هو آشني سينغ، وذلك منذ نوفمبر 2020.

## أنظر أيضا
- وزارة الإقتصاد والمالية (فرنسا)

## روابط خارجية
- وزارة الشئون الخارجية